# Aranycsíkos mézevő
Az aranycsíkos mézevő (Caligavis subfrenata) a madarak osztályának a verébalakúak (Passeriformes) rendjébe, ezen belül a mézevőfélék (Meliphagidae) családjába tartozó faj.

## Rendszerezése
A fajt Tommaso Salvadori olasz ornitológus írta le 1876-ban, a Ptilotis nembe Ptilotis subfrenata néven. Besorolása vitatott, egyes szervezetek a Lichenostomus nembe sorolják Lichenostomus subfrenatus néven.

## Alfajai
- Caligavis subfrenatus melanolaemus (Reichenow, 1915)
- Caligavis subfrenatus salvadorii (Hartert, 1896)
- Caligavis subfrenatus subfrenatus (Salvadori, 1876)
- Caligavis subfrenatus utakwensis (Ogilvie-Grant, 1915)

## Előfordulása
Új-Guinea szigetén, Indonézia és Pápua Új-Guinea területén honos. Természetes élőhelyei a szubtrópusi és trópusi hegyi esőerdők és magaslati cserjések. Állandó, nem vonuló faj.

## Megjelenése
Testhossza 20,5–22 centiméter, testsúlya 25–37 gramm.

## Életmódja
Nektárral, ízeltlábúakkal és gyümölcsökkel táplálkozik.

## Természetvédelmi helyzete
Az elterjedési területe nagy, egyedszáma pedig stabil. A Természetvédelmi Világszövetség Vörös listáján nem fenyegetett fajként szerepel.